# IC 3290
IC 3290 est une galaxie lenticulaire située dans la constellation du Centaure. Sa vitesse par rapport au fond diffus cosmologique est de 3 640 ± 49 km/s, ce qui correspond à une distance de Hubble de 53,7 ± 3,8 Mpc (∼175 millions d'al). Elle a été découverte par l'astronome américain Lewis Swift en 1898.
Les galaxies NGC 4373 et IC 3290 sont dans côte-à-côte sur la sphère céleste et la différence entre leur distance à la Voie lactée est inférieure trois millions d'années-lumière. Elles forment une paire de galaxie.

## Groupe de NGC 4696
Selon A.M. Garcia, IC 3290 est un membre du groupe de NGC 4696 qui compte au moins 79 galaxies. Les autres galaxies du New General Catalogue et de l'Index Catalogue de ce groupe sont NGC 4373, NGC 4499, NGC 4507, NGC 4553, NGC 4573, NGC 4601, NGC 4650, NGC 4672, NGC 4677, NGC 4681, NGC 4683, NGC 4696, NGC 4729, NGC 4743, NGC 4744, NGC 4767, NGC 4811, NGC 4812, NGC 4832 et IC 3370.